# Ehrenamtsstärkungsgesetz
Das Ehrenamtsstärkungsgesetz, vormals Gemeinnützigkeitsentbürokratisierungsgesetz, ist ein Artikelgesetz, das die Bedingungen für das Ehrenamt anpasst. Das Gesetz ändert vor allem die spenden- und zivilrechtlichen Rahmenbedingungen für gemeinnützige Stiftungen und Vereine. Es trat am 1. Januar 2013 in Kraft, wenn auch einige Vorschriften erst später zur Anwendung kamen bzw. kommen.

## Inhalt
Es folgt eine Auflistung der Artikel des Gesetzes und einiger Änderungen.
- Artikel 1 ändert die Abgabenordnung; er verlängert die Frist für die zeitnahe Mittelverwendung, ändert die Regelungen zur Rücklagenbildung und erlaubt es, bestimmte Überschüsse einer anderen steuerbegünstigten Körperschaft oder einer juristischen Person des öffentlichen Rechts zur Vermögensausstattung zuzuwenden. Zudem erleichtert er den in § 53 Abs. 2 AO geforderten Nachweis der wirtschaftlichen Hilfebedürftigkeit.[2]
- Artikel 2 ändert das Einkommensteuergesetz; er erhöht den in § 3 Absatz 26 EStG festgelegten Übungsleiterfreibetrag von 2.100 auf 2.400 € im Jahr und den in § 3 Absatz 26a EstG festgelegten Ehrenamtsfreibetrag von 500 auf 720 € im Jahr.[3]
- Artikel 3 ändert die Einkommensteuer-Durchführungsverordnung.
- Artikel 4 ändert das Körperschaftsteuergesetz.
- Artikel 5 ändert das Gewerbesteuergesetz.
- Artikel 6 ändert das Bürgerliche Gesetzbuch: er legt in § 80 BGB Einzelheiten zur Verbrauchsstiftung fest,[4] beschränkt in § 31a[5] und (neu) § 31b BGB[6] die Haftung der Organe und Mitglieder und fügt dem § 27 Absatz 3 BGB mit Wirkung zum 1. Januar 2015 den Satz zu: „Die Mitglieder des Vorstands sind unentgeltlich tätig.“[7]
- Artikel 7 ändert das Gesetz betreffend die Gesellschaften mit beschränkter Haftung durch die Klarstellung, dass eine gemeinnützige GmbH den Rechtsformzusatz „gGmbH“ tragen darf.[8]
- Artikel 8 ändert das Zweite Buch Sozialgesetzbuch, Artikel 9 ändert das Zwölfte Buch Sozialgesetzbuch, Artikel 10 die Arbeitslosengeld II/Sozialgeld-Verordnung und Artikel 11 die Verordnung über die ehrenamtliche Betätigung von Arbeitslosen (EhrBetätV). Durch Artikel 11 erhöht sich die in § 1 EhrBetätV festgelegte Höchstgrenze für die nicht steuerpflichtige Auslagenersatzpauschale, ggf. zusammengerechnet mit der nicht steuerpflichtigen Aufwandsentschädigung, von 154 auf 200 € im Monat.[9]

## Kontext
Zum 1. Januar 2007 war das Gesetz zur weiteren Stärkung des bürgerschaftlichen Engagements in Kraft getreten.
Im Januar 2012 hatte das Bundesfinanzministerium den Anwendungserlass zur Abgabenordnung (AEAO) geändert und veröffentlicht. Er enthält u. a. Klarstellungen und Erleichterungen für gemeinnützige Organisationen bei der Finanzierung durch wirtschaftliche Aktivitäten. Eine Vergütung von Vereinsvorstandsmitgliedern ist nun gemäß AEAO nur bei Vorliegen einer entsprechenden Satzungsregelung mit der Gemeinnützigkeit des Vereins vereinbar. Weitere Festlegungen des AEAO betreffen u. a. das Nebenzweckprivileg, die Wettbewerbsklausel nach §§ 65 bis 68 AO, die Definition von Rettungsdiensten und Krankentransporten als Zweckbetriebe und weitere Einzelheiten zu Zweckbetrieben, insbesondere zu Behindertenwerkstätten und Integrationsprojekten.